# Francisque Duret
Francisque-Joseph Duret ([fʁɑ̃sisk ʒozɛf dyʁɛ]; Parigi, 19 ottobre 1804 – Parigi, 26 maggio 1865) è stato uno scultore francese.

## Biografia
Figlio di François-Joseph Duret (1732–1816), anch'egli uno scultore, che gli insegnò la sua arte, Francisque Duret fu anche uno studente dello scultore François-Joseph Bosio.
Prima di diventare uno scultore, Francisque Duret pensò di intraprendere la carriera di attore teatrale. Studiò per un breve periodo al conservatorio di musica e di recitazione e il suo amico Charles Blanc (1813-1882), in un articolo dedicatogli nel 1866, spiegò le qualità di osservazione del comportamento umano acquisite da Duret nel corso dei questi studi teatrali: "I suoi studi continui sulla pantomima l'avevano portato a chiarire il linguaggio del gesto e il significato di qualsiasi atteggiamento".
Assieme ad Auguste Dumont, si guadagnò il premio di Roma nella scultura del 1823 grazie al bassorilievo Evandro in presenza del corpo di suo figlio Pallante. Pertanto, l'anno dopo partì per la villa Medici a Roma, dove rimase fino al 1828.

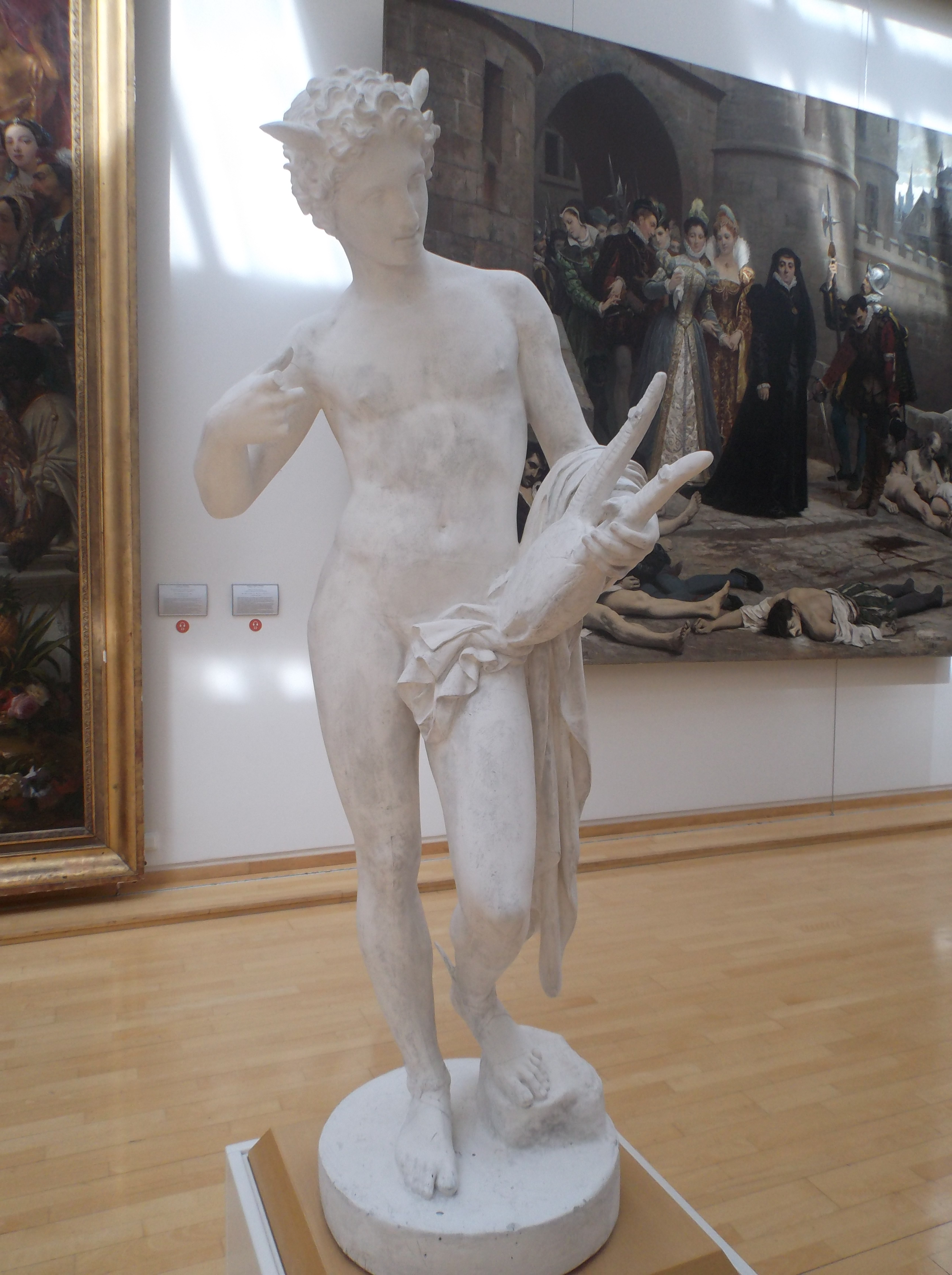
Mercurio che inventa la lira (1831), gesso, Clermont-Ferrand, museo d'arte Roger Quilliot

Nel 1831, Duret inviò dall'Italia le sue prime opere al Salone, come il suo Mercurio che inventa la lira, allora acquistato dal re e oggi conservato a Clermont-Ferrand, al museo d'arte Roger Quilliot.
Si distinse nel 1833 presentando al Salone il suo Giovane pescatore che balla la tarantella, creato l'anno precedente. Venne fuso in bronzo grazie alla tecnica della cera persa, che testimonia un'impresa tecnica per l'epoca, da Honoré Gonon. Tuttavia, fu eseguendo delle commissioni ufficiali che la carriera di Duret decollò: la concretizzazione di questo cursus honorum, che fa della carriera di Duret un archetipo nel mondo dell'arte ufficiale del diciannovesimo secolo, risiede in una strategia di carriera che si può leggere soprattutto nella sua produzione ritrattistica.
Nel 1836, Francisque Duret espose per la prima volta al Salone di quell'anno la sua opera bronzea Chactas en méditation sur la tombe d'Atala, realizzata nel 1835. Egli riprese questo soggetto dal romanzo di Chateaubriand Atala, ovvero Gli amori di due selvaggi nel deserto, pubblicato nel 1801. L'artista riprese il passaggio nel quale il nativo americano Sciacta, addolorato per la morte di Atala, torna presso la tomba della sua benamata, e Duret decise come soggetto di ritrarre il suo stato psicologico. La critica del Salone del 1836 pubblicata ne  L'Artiste lodò "quest'imitazione fedele del tipo di testa degli Indiani". Duret spinse la verosimiglianza fino al punto di affidare al fonditore Questel il compito di realizzare una patina colorata che riprendesse il colorito del modello in gesso della statua "dipinta in color porfido", e fosse capace di rivaleggiare con il presunto colore della pelle di Sciacta. La scultura entrò nelle collezioni del museo di belle arti di Lione nel 1836 dopo essere stata acquistata dal Comune. Oggi questo bronzo è esposto nei giardini del museo.
Professore alla scuola di belle arti di Parigi dal 1852 al 1863, in particolare fu il maestro degli scultori Jean-Baptiste Carpeaux, Jules Dalou, Henri Chapu, Alphonse Lami, Édouard Lanteri, Bénédict Rougelet e Jules Édouard Valtat.

## Opere
Canada
- Montréal, museo delle belle arti di Montréal: Chactas en méditation sur la tombe d’Atala, dopo il 1848, bronzo.

Francia

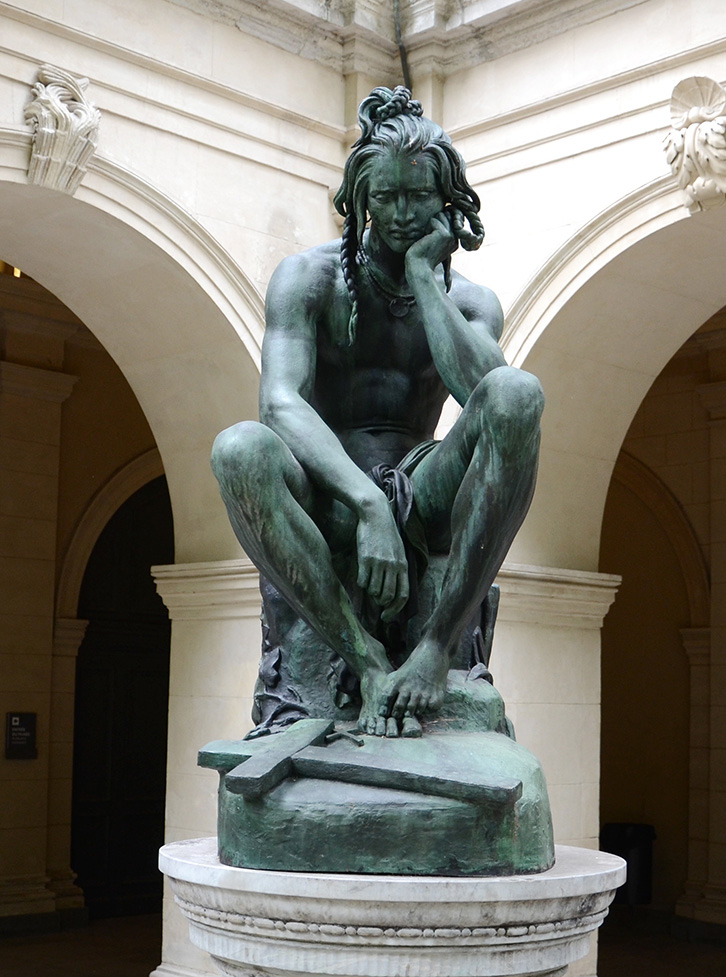
Chactas méditant sur le corps d'Atala (1835), museo di belle arti di Lione

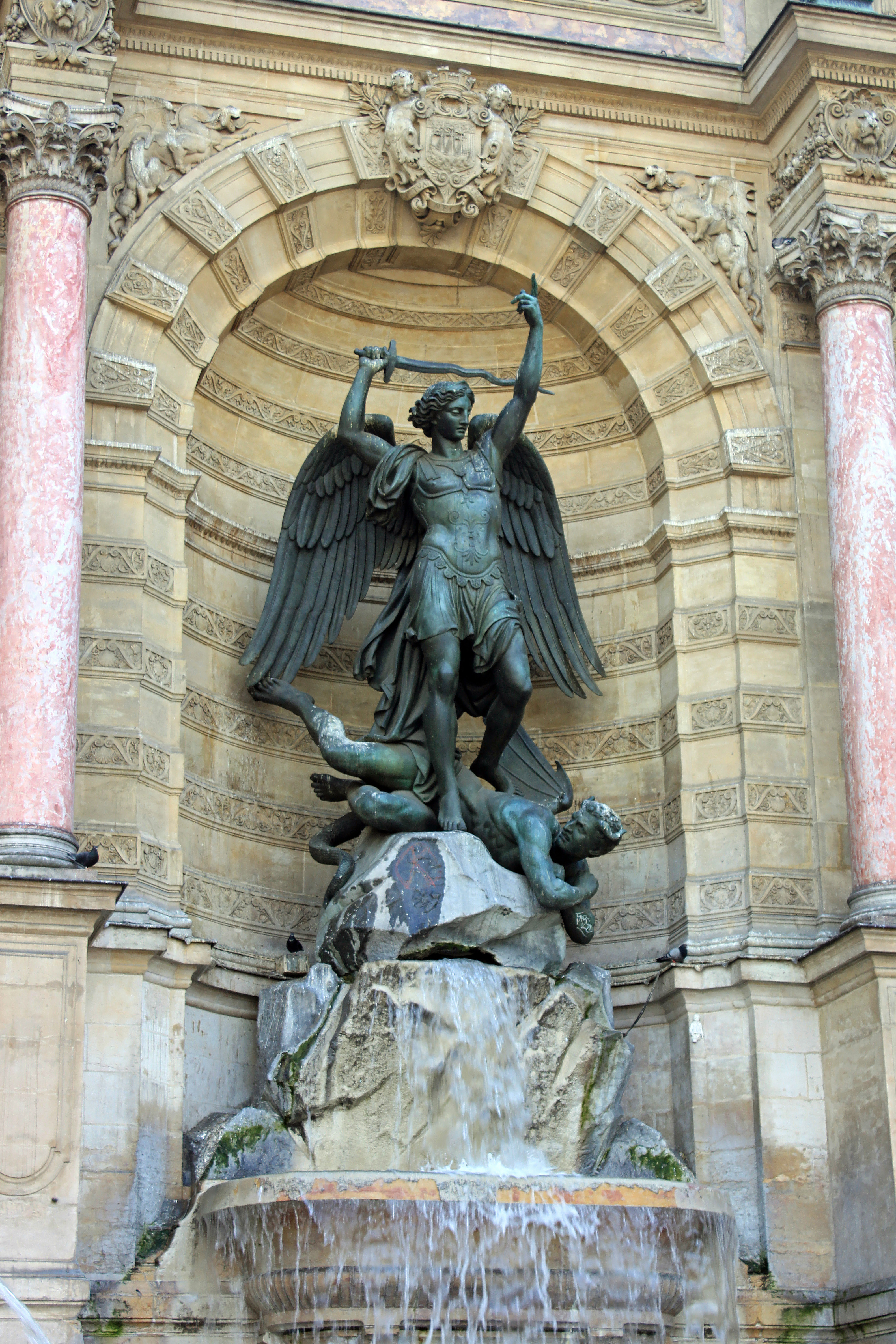
San Michele che atterra il demonio (1860), Parigi, fontana di San Michele

- Avignone, museo Calvet: Busto di Oreste, marmo di Carrara.
- Bernay, museo di belle arti: Busto di Charles Lenormant, gesso.
- Blois, museo di belle arti: Giovane pescatore che balla la tarantella, 1833, gesso.[8]
- Clermont-Ferrand, museo d'arte Roger Quilliot: Mercurio che inventa la lira, 1831, gesso.
- Gray, museo Baron-Martin: La Tragédie e La Comédie, due bronzi, 42 × 13 × 11 cm.
- Lione, museo di belle arti: Chactas sur la tombe d'Atala, 1836, bronzo.
- Montauban, museo Ingres Bourdelle:
  - Danseur napolitain, bronzo.
  - Danseur napolitain, bronzo.
- Parigi:
  - basilica delle Sante Clotilde e Valeria: Via Crucis di Santa Clotilde, bassorilievi del transetto destro della basilica, stazioni dalla numero 8 alla numero 14.
  - cattedrale di San Luigi degli Invalidi: La Force civile e La Force militaire, statue in bronzo, entrata della cripta della tomba di Napoleone I.
  - chiesa della Maddalena: Archange Gabriel, statua in pietra, a destra della porta monumentale del peristilio.
  - Cirque d'hiver: Les Guerriers à cheval, 1852.
  - cité de Trévise: Fontana, 1840, fonte.[9]
  - fontana di San Michele: San Michele che atterra il demonio, 1860, gruppo in bronzo, nicchia centrale della fontana.
  - giardini degli Champs Élysées: Vénus au bain, fontana degli Ambasciatori.
  - giardino del Lussemburgo: Fleuve, statua, a sinistra del frontone della fontana de' Medici.
  - museo del Louvre:
    - Vendemmiatore che improvvisa sopra un soggetto comico, 1839, statua in bronzo;[10]
    - Ritratto di Louis Visconti, 1856, busto-erma, marmo;[11]
    - Giovane pescatore che balla la tarantella, 1832, statua in bronzo;[12]
    - Ritratto di Hector Lefuel, busto in bronzo.[13]

  - palazzo del Lussemburgo: Victoire, bassorilievo, frontone della facciata a lato del cortile.
  - place de la Bourse, angolo sinistro della facciata principale della Borsa: La Justice, 1851, statua in pietra.
  - square d'Estienne-d'Orves: La Charité, circondata da La Foi e L'Espérance, statue in marmo che decorano tre fontane davanti alla chiesa della Santissima Trinità. La traduzione nel marmo venne eseguita da Eugène-Louis Lequesne riprendendo i modelli realizzati in vita da Duret.[14]
- Tolone, museo d'arte di Tolone: Mercurio che inventa la lira, gesso.
- Tolosa, musée des Augustins:
  - La Comédie, 1851, gesso;
  - La Tragédie, 1851, gesso.
- Versailles, reggia di Versailles:
  - François-René de Chateaubriand, statua in marmo;
  - Louis Joseph de Saint Véran, marquis de Montcalm, busto in marmo.